# Contea di Lhozhag
La contea di Lhozhag (洛扎县S, Luòzhā XiànP) è una contea della Cina, situata nella Regione Autonoma del Tibet e amministrata dalla prefettura di Shannan.